# 蒙古大汗
蒙古大汗（Ikh Mongol Ulsyn Khaan），是蒙古历史上蒙古汗國和共戴蒙古所使用的君主称号，即可汗或称合罕，类似于中原的皇帝称号。该称号从13世纪蒙古帝国时期开始，直到20世纪时结束。相对的，蒙古四大汗国以及其它蒙古汗国的首领则称为汗，相当于中原的王之称号，级别上低于大汗。直至现代蒙古语中仍将「可汗」作为汉语「皇帝」的对应翻译。

## 历任蒙古大汗

### 大蒙古国大汗兼称皇帝
1206年蒙古帝国成立，正式国号大蒙古国，首领称大汗，同时汉语称皇帝。
| 廟號                   | 汗號                          | 蒙古語         | 備註                                           |
| ---------------------- | ----------------------------- | -------------- | ---------------------------------------------- |
| 太祖（元世祖追尊）     | 成吉思汗                      | ᠴᠢᠩᠭᠢᠰ ᠬᠠᠭᠠᠨ， |                                                |
| 睿宗（元世祖追尊）     | 拖雷汗                        | ᠲᠤᠯᠤᠢ，        | 以皇子身份監國，后追尊                         |
| 太宗（元世祖追尊）     | 窩闊台汗                      | ᠣᠭᠡᠳᠡᠢ，       |                                                |
| 昭慈皇后（元世祖追尊） | 乃马真                        |                | 称制                                           |
| 定宗（元世祖追尊）     | 貴由汗                        | ᠭᠦᠶᠦᠭ，        |                                                |
| 欽淑皇后（元世祖追尊） | 海迷失                        |                | 称制                                           |
| 宪宗（元世祖追尊）     | 蒙哥汗                        | ᠮᠥᠩᠬᠡ，        |                                                |
| 無 / 世祖              | 阿里不哥汗 / 薛禅汗（忽必烈） |                | 兄弟爭奪汗位，由後者勝出自立，即為元世祖忽必烈 |

### 大元大蒙古国皇帝兼任大汗
元朝及北元皇帝兼任蒙古大汗。
| 廟號           | 汗号       | 蒙古語             | 備註                                                       |
| -------------- | ---------- | ------------------ | ---------------------------------------------------------- |
| 成宗           | 完泽笃汗   | ᠥᠯᠵᠡᠶᠢᠲᠦ ᠬᠠᠭᠠᠨ，   |                                                            |
| 武宗           | 曲律汗     | ᠬᠥᠯᠥᠭ ᠬᠠᠭᠠᠨ，      |                                                            |
| 仁宗           | 普颜笃汗   | ᠪᠤᠶᠠᠨᠲᠤ ᠬᠠᠭᠠᠨ，    |                                                            |
| 英宗           | 格坚汗     | ᠭᠡᠭᠡᠨ ᠬᠠᠭᠠᠨ，      |                                                            |
| （史稱泰定帝） | 也孙铁木儿 | ᠶᠢᠰᠦᠨᠲᠡᠮᠦᠷ，       | 无单独汗号                                                 |
| （史稱天順帝） | 阿剌吉八   | ᠷᠠᠵᠠᠪᠠᠭ或ᠷᠠᠴᠠᠪᠠᠭ， | 无单独汗号                                                 |
| 文宗           | 札牙笃汗   | ᠵᠠᠶᠠᠭᠠᠲᠤ ᠬᠠᠭᠠᠨ，   |                                                            |
| 明宗           | 忽都笃汗   | ᠬᠤᠲᠤᠭᠲᠤ ᠬᠠᠭᠠᠨ，    |                                                            |
| 文宗           | 札牙笃汗   |                    | 復位                                                       |
| 宁宗           | 懿璘质班   | ᠷᠢᠨᠴᠢᠨᠪᠠᠯ，        | 无单独汗号                                                 |
| 惠宗           | 乌哈噶图汗 | ᠤᠬᠠᠭᠠᠲᠤ ᠬᠠᠭᠠᠨ，    | 又稱元順帝（明太祖追諡），北元開始，继续保持蒙古大汗的头衔 |
| 昭宗           | 必里克图汗 | ᠪᠢᠯᠢᠭᠲᠦ ᠬᠠᠭᠠᠨ，    |                                                            |
|                | 乌萨哈尔汗 | ᠤᠰᠬᠠᠯ ᠬᠠᠭᠠᠨ，      | 北元后主或天元帝                                           |

### 北元瓦解后的蒙古可汗
蒙古本部与瓦剌东西对立争夺统治权，明人稱蒙古高原東部的君主為「鞑靼可汗」，而其自稱為「四十万蒙古的可汗」，并名义上保持蒙古皇帝头衔。
- 卓里克圖汗也速迭儿（ᠵᠣᠷᠢᠭᠲᠤ
ᠬᠠᠭᠠᠨ）阿里不哥后裔
- 恩克汗（ᠡᠩᠬᠡ）阿里不哥后裔
- 额勒伯克尼古埒苏克齐汗（ᠡᠯᠪᠡᠭ
ᠨᠢᠭᠦᠯᠡᠰᠦᠭᠴᠢ
ᠬᠠᠭᠠᠨ）
- 坤帖木兒汗（ᠭᠦᠩ
ᠲᠡᠮᠦᠷ）阿里不哥后裔
- 乌鲁克帖木儿汗（ᠦᠷᠦᠭ
ᠲᠡᠮᠦᠷ）窝阔台后裔，明朝称其为「鬼力赤」
- 完者帖木儿汗（ᠥᠯᠵᠡᠢ
ᠲᠡᠮᠦᠷ
ᠬᠠᠭᠠᠨ）
- 答里巴汗（ᠳᠡᠯᠪᠡ）阿里不哥后裔
- 卫拉岱汗 （ᠣᠶᠢᠷᠤᠳᠠᠢ）阿里不哥后裔
- 阿岱汗（ᠠᠳᠠᠶ）窝阔台后裔
- 岱总汗脱脱不花（ᠲᠠᠶᠢᠰᠣᠩ
ᠬᠠᠭᠠᠨ）
- 阿噶巴尔济汗（ᠠᠭᠪᠠᠷᠵᠢᠨ）

也先篡位时期：
- 田盛大可汗也先（ᠡᠰᠡᠨ
ᠲᠠᠢᠱᠢ）瓦剌部首领，太师

复归黄金家族：
- 乌珂克图汗马儿古儿吉思（ᠥᠭᠡᠭᠲᠦ
ᠬᠠᠭᠠᠨ）
- 摩伦汗脱古思猛可（ᠮᠤᠯᠤᠨ
ᠬᠠᠭᠠᠨ）
- 满都鲁汗（ᠮᠠᠨᠳ‍ᠤᠭᠤᠯ）
- 达延汗巴图蒙克（ᠳᠠᠶᠠᠨ
ᠬᠠᠭᠠᠨ）
- 巴儿速孛罗汗（ᠪᠠᠷᠰ
ᠪᠣᠯᠤᠳ）
- 博迪阿剌克汗（ᠠᠯᠠᠭ
ᠬᠠᠭᠠᠨ）
- 打来孙库腾汗（ᠭᠦᠳᠦᠩ
ᠬᠠᠭᠠᠨ）
- 扎萨克图图们汗（ᠵᠠᠰᠠᠭᠲᠤ
ᠬᠠᠭᠠᠨ）
- 布延彻辰汗（ᠰᠡᠴᠡᠨ
ᠬᠠᠭᠠᠨ）
- 林丹呼图克图汗（ᠯᠢᠭᠳᠡᠨ
ᠬᠤᠲᠤᠭᠲᠤ）
- 额哲汗（ᠡᠵᠡᠢ
ᠬᠠᠭᠠᠨ）

### 清朝時期
17世纪鞑靼为清朝所灭后，蒙古本部汗统结束，蒙古各部逐漸成為清朝藩部。札萨克接受清朝冊封，并承认其统治。
自清太宗皇太极之后清朝皇帝便将年号意译作为尊号，如皇太极在蒙古文中被尊称为“博格達徹辰汗”（ᠪᠣᠭᠳᠠ
ᠰᠡᠴᠡᠨ
ᠬᠠᠭᠠᠨ），即为“天聪皇帝”（天聪汗）的对译，博格达汗也一直被沿用为蒙古部落对大清皇帝的尊称。之後清朝皇帝的蒙古文称號均為其年號之意譯，並且皇帝自稱均為ᠬᠤᠸᠠᠩᠳᠢ （quwangdi，即“皇帝”音译）。

### 20世紀的大蒙古國
1911年12月外蒙古宣布从清朝独立，成立大蒙古国（俗称博克多汗国），活佛登基称蒙古皇帝。1915年蒙古方面公開拒絕接受中華民國大總統袁世凱冊封，否認中國宗主權。1919年外蒙古被北洋政府佔領，1921年蒙古人民党建立君主立宪制，1924年之后废除君主。
- 博克多汗（ᠪᠣᠭᠳᠠ
ᠬᠠᠭᠠᠨ）